# Takao Madarame
Takao Madarame  (en japonès: 班目隆雄, 1947) va ser un ciclista japonès, que s'especialitzà en el ciclisme en pista. Va guanyar una medalla de bronze al Campionat del món de Tàndem de 1968, fent parella amb Sanji Inoue.
El seu germà Hideo també es dedicà al ciclisme.